# Книшівська сільська рада
Книшівська сільська рада — колишній орган місцевого самоврядування у Гадяцькому районі Полтавської області з центром у селі Книшівка.

## Населені пункти
Сільраді були підпорядковані населені пункти:
- c. Книшівка
- с. Броварки
- с. Дучинці